# Kadubeureum (Padarincang)
Kadubeureum is een bestuurslaag in het regentschap Serang van de provincie Banten, Indonesië. Kadubeureum telt 4987 inwoners (volkstelling 2010).